# مارین پتی
مارین پتی (به انگلیسی: Marine Petit) ژیمناست زادهٔ ۱۵ نوامبر ۱۹۹۲ میلادی اهل کشور فرانسه است.